# Gehoorblaasje

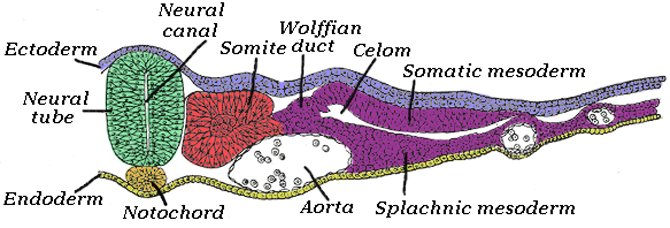
Dwarsdoorsnede van een kippenembryo met een incubatietijd van vijfenveertig uur.
- Axiaal mesoderm: geel, ter hoogte van chorda dorsalis.
- Paraxiaal mesoderm : rood, bij somiet.
- Tussenmesoderm: paars, nabij gang van Wolff.
- Mesoderma laminae lateralis: paars, onderverdeeld in "Somatisch mesoderm" en "Splanchnisch mesoderm".

Het gehoorblaasje of labyrintblaasje (vesicula otica) is een vroeg begin van het binnenoor in een embryo.
Er wordt eerst een verdikt stukje ectoderm, de oorplacode of labyrintplacode is de oorsprong van het binnenoor.(placoda otica), ter hoogte van de dorsolaterale ruithersenen aan het einde van de derde embryonale week gevormd. Door de relatief snellere groei van het omringende ectoderm stulpt de oorplacode in. Een week later zakt de oorplacode in de instulping, de oorfossa (fovea otica), dat zich vervolgens sluit en zo het gehoorblaasje of labyrintblaasje (otocyst) (vesicula otica) vormt. Het gehoorblaasje zit aan de binnenzijde naast de neurale buis met aan de buitenzijde het paraxiaal mesoderm. Neurale lijstcellen zullen naar de kopzijde en staartzijde van het gehoorblaasje migreren.
De algemene sequentie bij de vorming van het gehoorblaasje is relatief behouden bij gewervelde dieren, hoewel er veel variatie is in timing en stadia.  Patroonvorming tijdens morfogenese in de onderscheidende binnenoorstructuren wordt bepaald door homeobox-transcriptiefactoren, waaronder PAX2, DLX5 en DLX6, waarbij de eerste betrokken is bij aan de buikzijde van de gehoorblaasjes liggende afgeleide auditieve structuren. De laatste twee transcriptiefactoren zijn betrokken bij de   aan de rugzijde liggende evenwichtsorgaanstructuren.

## Ontwikkeling

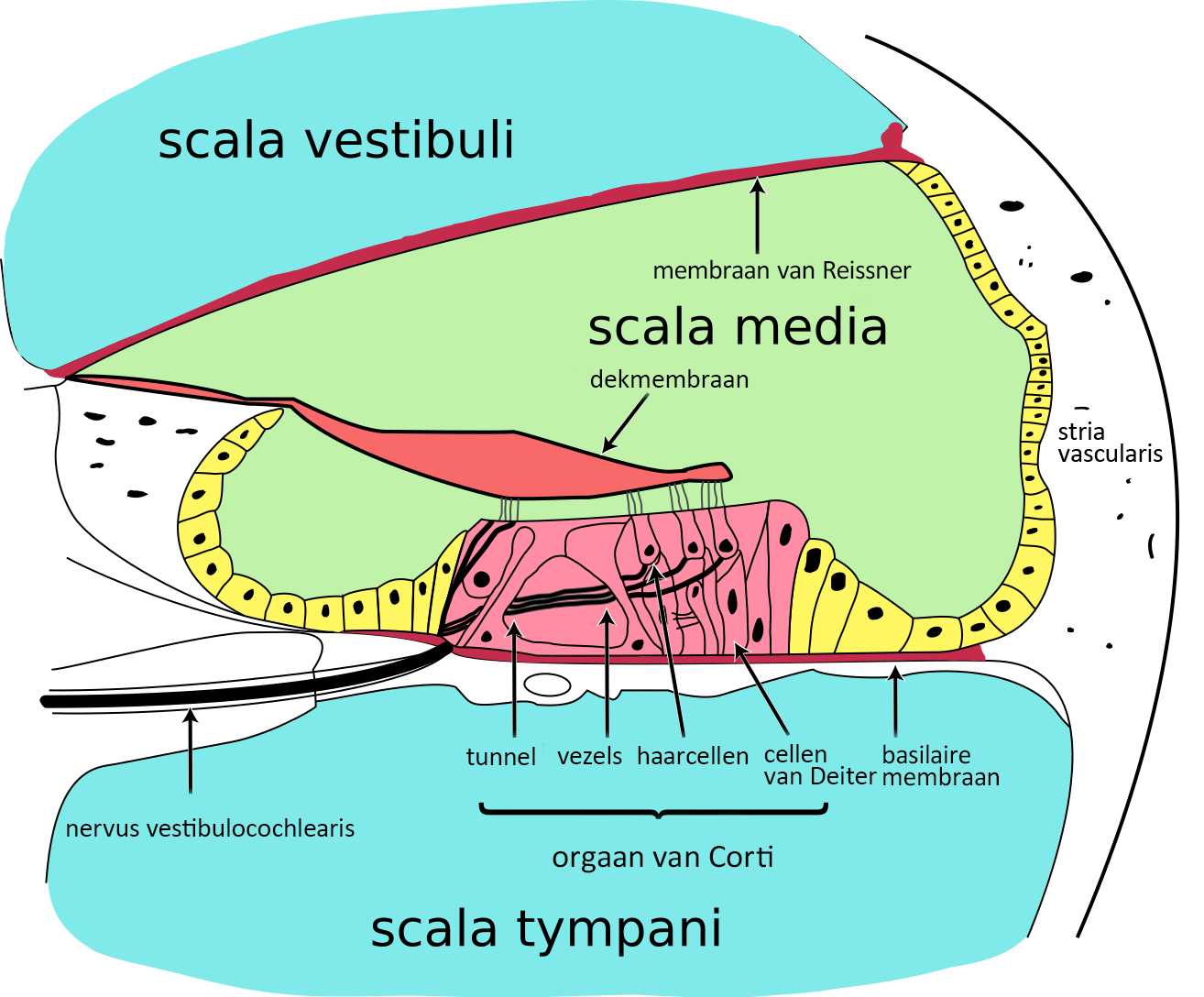
Dwarsdoorsnede van de cochlea

Het vroege gehoorblaasje wordt gekenmerkt door een brede competentie en kan worden onderverdeeld in sensorische, niet-sensorische en neurogene componenten. Sensorische epitheelcellen en neuronen zijn afgeleid van het pronurosensorische domein. Dit domein kan verder worden onderverdeeld in het neurogene subdomein en het prosensorische subdomein. Het prosensorische subdomein geeft uiteindelijk aanleiding tot de steuncellen en haarcellen, terwijl het neurogene subdomein aanleiding geeft tot het auditieve neuron en het evenwichtsorgaanneuron.
Het middelste deel van het gehoorblaasje ontwikkelt zich tot de ductus en saccus endolymphaticus. Het voorste uiteinde van het gehoorblaasje wordt geleidelijk langer in de vorm van een buis en rolt zich op en vormt het begin van het slakkenhuiskanaal. Het uiteinde van het evenwichtsorgaan vernauwt zich vervolgens en vormt de canalis reuniens. Dit kanaal verschijnt ongeveer tijdens de zesde week en is verbonden met de sacculus (het ronde zakje). Het centrale deel van het gehoorblaasje vertegenwoordigt het vliezig labyrint en is door een vernauwing onderverdeeld in een kleiner ventraal deel, de sacculus, en een groter dorsaal en posterieur deel, de utriculus (het ovale zakje). De dorsale component van het binnenoor bestaat ook uit wat de halfcirkelvormige kanalen zullen worden. De utriculus en sacculus communiceren met elkaar door middel van een Y-vormig kanaal en vormen samen de statolietorganen.
Terwijl het mesenchym van het slakkenhuis begint te differentiëren, worden er drie holtes gevormd: de scala vestibuli, de scala tympani en de scala media. Zowel de scala vestibuli als de scala tympani bevatten een extracellulaire vloeistof die perilymfe wordt genoemd en heeft een soortgelijke samenstelling als de extracellulaire vloeistof op andere plaatsen in het lichaam met een hoge concentratie natriumionen en een lage concentratie kaliumionen. De scala media bevat endolymfe, die lijkt op de intracellulaire vloeistof met een hoge concentratie kaliumionen (161 mmol/l) en een lage concentratie natrium- (1 mmol/l) en calciumionen (0,02 mmol/l). 
De membrana tectoria of dekmembraan en het basilaire membraan ontwikkelen zich om respectievelijk het cochleakanaal (slakkenhuiskanaal) te scheiden van het evenwichtsorgaankanaal en het trommelvlieskanaal.  De scheidingswand tussen de scala vestibuli en scala media, aan de kant van de as van het slakkenhuis (de modiolus), wordt het membraam van Reissner genoemd. Het helpt trillingen van de vloeistof in het evenwichtsorgaankanaal naar het cochleakanaal over te brengen. Het is een heel dunne scheidingswand tussen perilymfe en endolymfe. Het membraam van Reissner is zo dun dat het de doorgang van geluidstrillingen van de scala vestibuli naar de scala media niet belemmert.
Delen van het gehoorblaasje vormen op hun beurt de nervus vestibulocochlearis of gehoor- en evenwichtszenuw. Deze vormen bipolaire neuronen die sensatie geven aan delen van het binnenoor (namelijk aan de sensorische delen van de halfcirkelvormige kanalen, van de ovale verdikking van de utriculus en sacculus en van het orgaan van Corti). De zenuw begint zich rond de 28e dag te vormen.

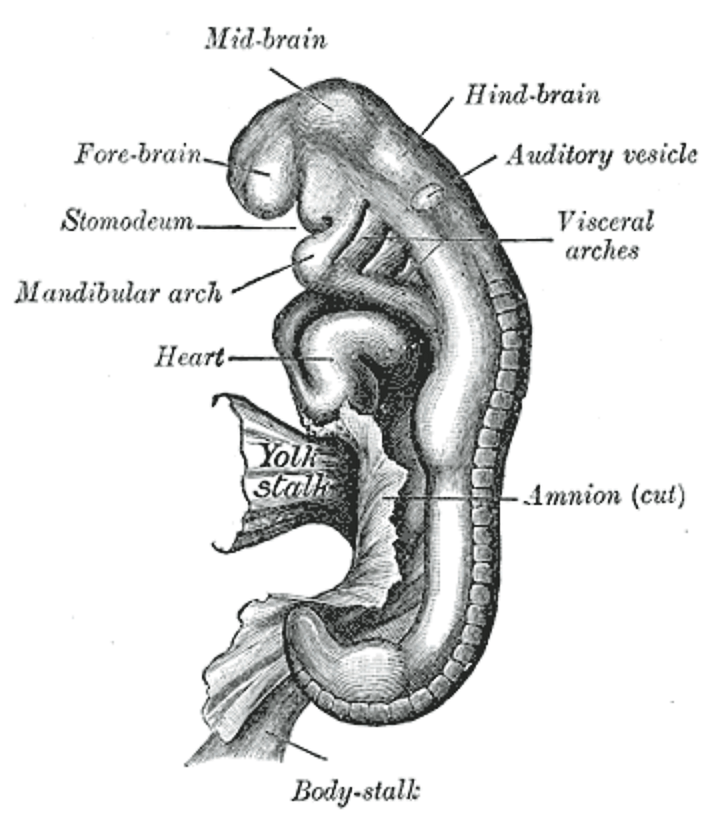
Embryo tussen achttien en eenentwintig dagen. auditory vesicle=gehoorblaasje
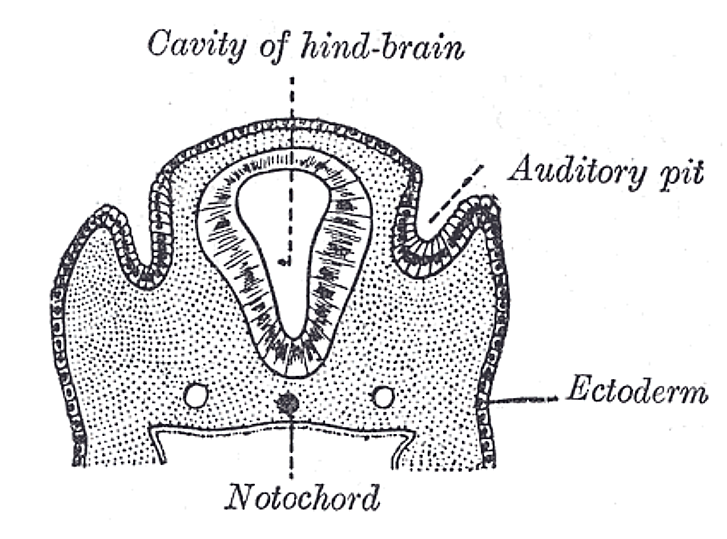
Doorsnede door het hoofd van een menselijk embryo, aan het begin van de vierde week (vanaf de menstruatie), in het gebied van de achterhersenen. Auditory pit=oorfossa
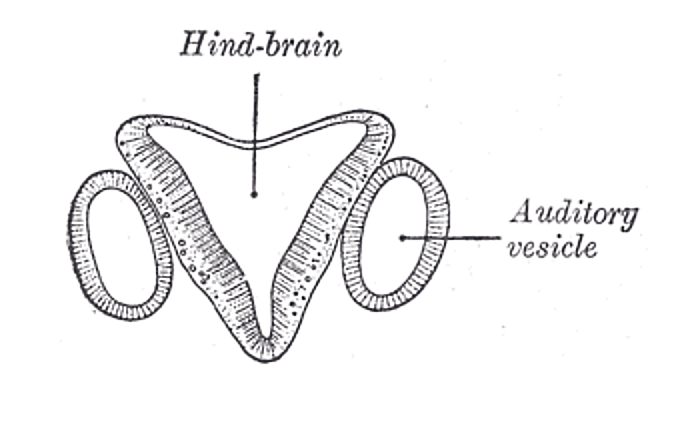
Doorsnede door de achterhersenen en gehoorblaasjes van een embryo dat verder gevorderd is dan dat van bovenstaande figuur. auditory vesicle=gehoorblaasje
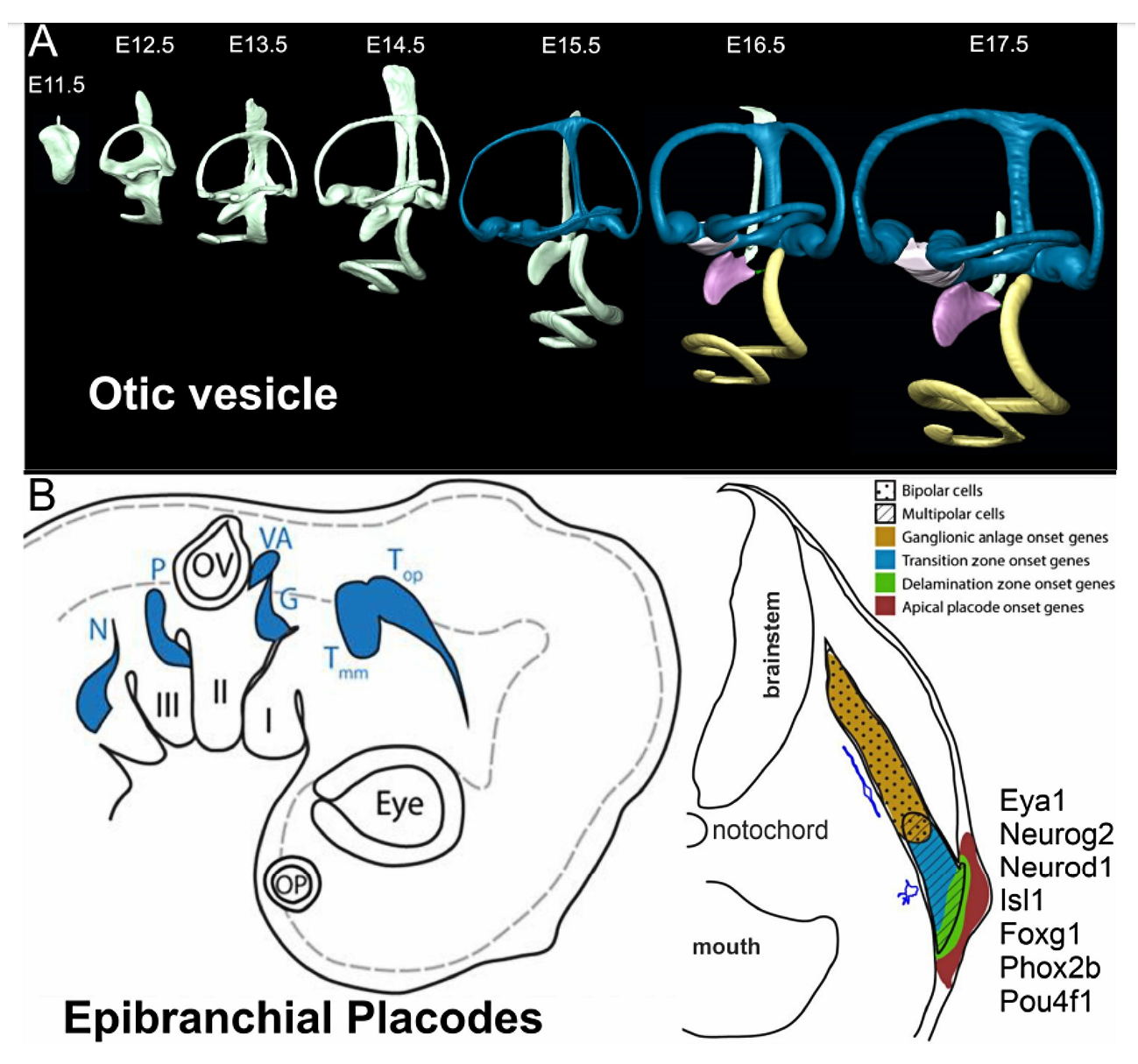
Vorming gehoorblaasje en epibranchiale placode.
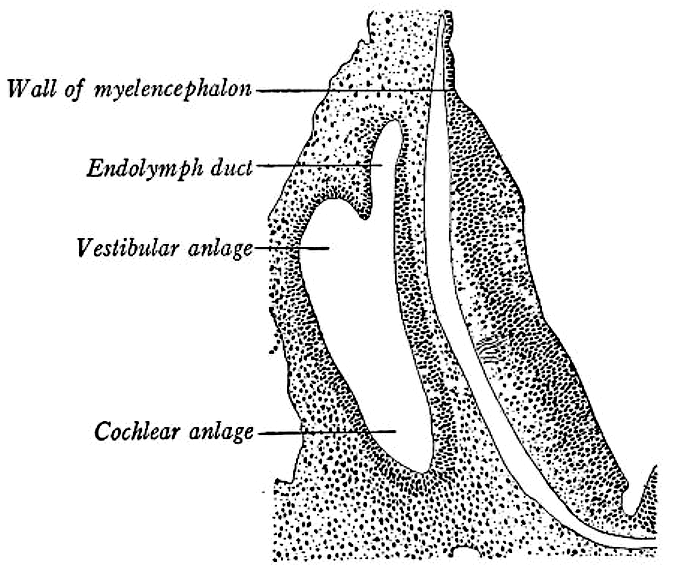
Rechterhelft van een dwarsdoorsnede door de achterhersenen en het gehoorblaasje, met de positie van het vliezig labyrint (endolymph duct).
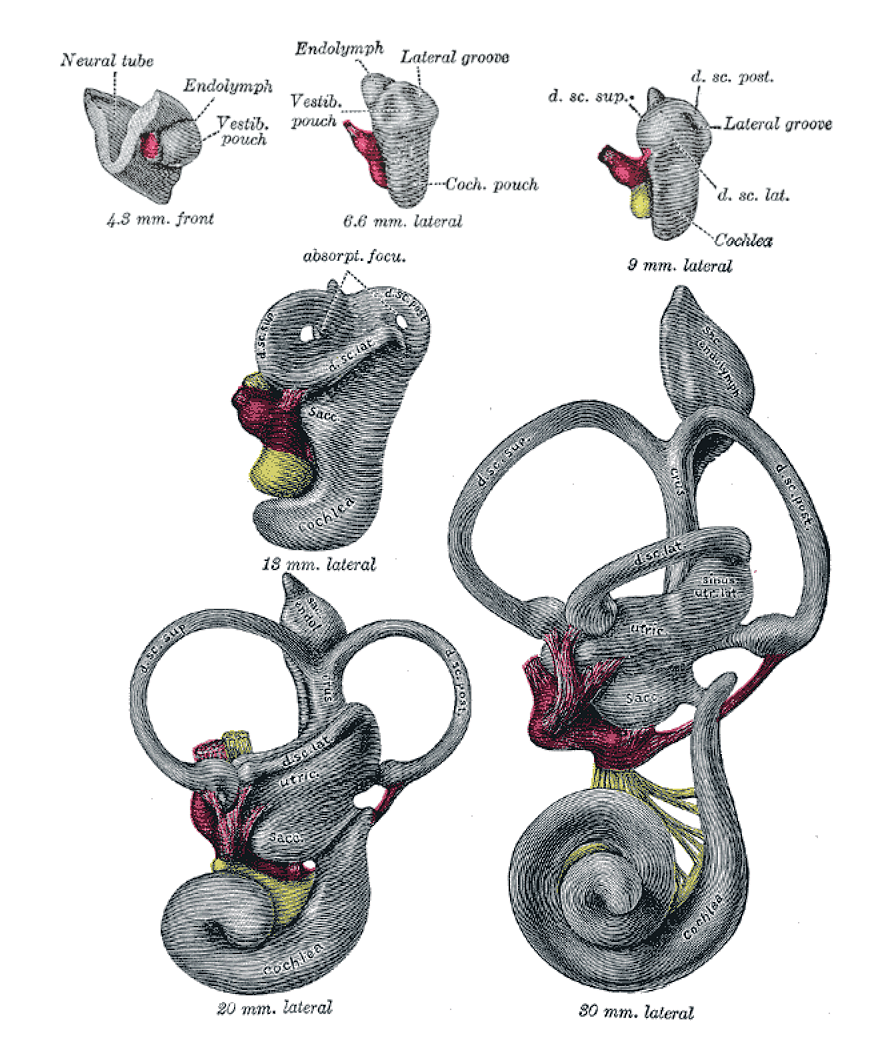
Zijaanzichten van vliezig labyrint en akoestisch complex in menselijke embryo's.
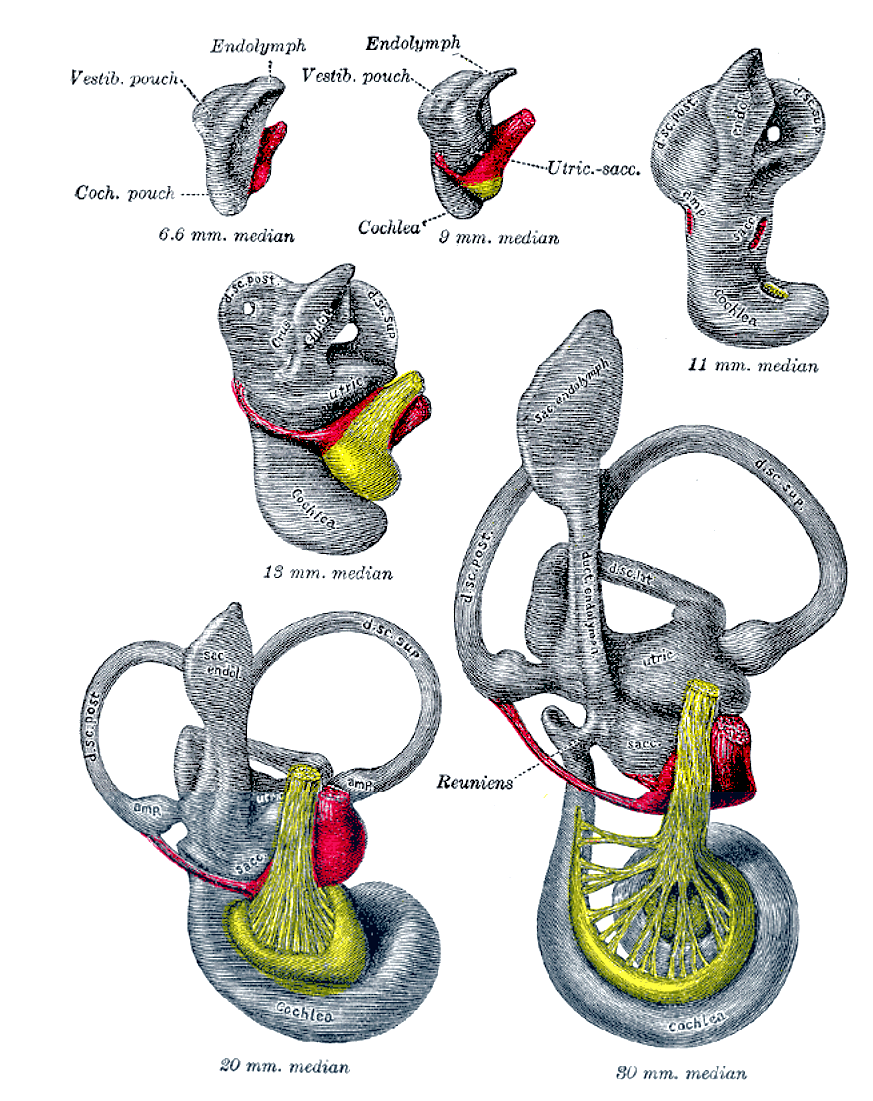
Mediane weergaven van vliezig labyrint en akoestisch complex in menselijke embryo's.
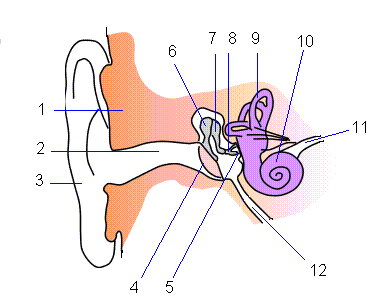
1. rotsbeen Buitenoor: 2. gehoorgang 3. oorschelp Middenoor: 4. trommelvlies 5. ovaal venster 6. hamer 7. aambeeld 8. stijgbeugel 12. buis van Eustachius Binnenoor: 9. labyrint 10. slakkenhuis 11. gehoorzenuw

## Andere dieren
De vorming van het gehoorblaasje is uitgebreid bestudeerd in ontwikkelingsmodelorganismen, waaronder de kip, klauwkikkers, zebravissen, axolotl en muis. De overgang van de oorplacode naar het gehoorblaasje vindt plaats tijdens het 19e somietstadium bij zebravissen, klauwkikkers en kuikens. Bij kuikens vindt instulping van de oorplacode passief plaats als gevolg van de bewegingen rondom de oorplacode. De oorplacode bij de zebravis ontstaat daarentegen door vorming van een holte; de ectodermale oorplacode trekt samen en vormt een eivormige bal direct onder het embryo-oppervlak. Gehoorblaasjesvorming vindt later plaats, tijdens het 25-30 somietstadium bij muizen.